# 安娜·博纳奥图
安娜·布昂納托（英語：Anna Bonaiuto，1950年1月28日—），義大利女演員。她主演的《肮脏的爱情》入圍第48屆坎城影展。

## 外部鏈接
- Anna Bonaiuto在互联网电影资料库（IMDb）上的資料（英文）